# Nastri d'argento 1971
La 26ª edizione dei Nastri d'argento si è tenuta nel 1971.

## Vincitori e candidati

### Regista del miglior film
- Elio Petri - Indagine su un cittadino al di sopra di ogni sospetto
- Giuliano Montaldo - Gott mit uns (Dio è con noi)
- Enrico Maria Salerno - Anonimo veneziano

### Miglior produttore
- Silvio Clementelli - Gott mit uns (Dio è con noi)
- Daniele Senatore e Marina Cicogna - Indagine su un cittadino al di sopra di ogni sospetto
- Ultra Film - per il complesso della produzione

### Miglior soggetto originale
- Ugo Pirro ed Elio Petri - Indagine su un cittadino al di sopra di ogni sospetto
- Age & Scarpelli - Dramma della gelosia - Tutti i particolari in cronaca
- Enrico Maria Salerno - Anonimo veneziano

### Migliore sceneggiatura
- Adriano Baracco, Tullio Kezich, Alberto Lattuada e Piero Chiara - Venga a prendere il caffè... da noi
- Ugo Pirro ed Elio Petri - Indagine su un cittadino al di sopra di ogni sospetto
- Enrico Maria Salerno e Giuseppe Berto - Anonimo veneziano

### Migliore attrice protagonista
- Ottavia Piccolo - Metello
- Monica Vitti - Dramma della gelosia - Tutti i particolari in cronaca
- Monica Vitti - Ninì Tirabusciò, la donna che inventò la mossa

### Migliore attore protagonista
- Gian Maria Volonté - Indagine su un cittadino al di sopra di ogni sospetto
- Vittorio Gassman - Brancaleone alle crociate
- Marcello Mastroianni - Dramma della gelosia - Tutti i particolari in cronaca

### Migliore attrice non protagonista
- Francesca Romana Coluzzi - Venga a prendere il caffè... da noi
- Lucia Bosè - Metello
- Rossana Di Lorenzo - Le coppie

### Migliore attore non protagonista
- Romolo Valli - Il giardino dei Finzi-Contini
- Giancarlo Giannini - Dramma della gelosia - Tutti i particolari in cronaca
- Gigi Proietti - Brancaleone alle crociate

### Migliore musica
- Stelvio Cipriani - Anonimo veneziano
- Ennio Morricone - Metello
- Nino Rota - I clowns

### Migliore fotografia in bianco e nero
- Marcello Gatti - Sierra Maestra
- Giuseppe Pinori - I dannati della terra

### Migliore fotografia a colori
- Marcello Gatti - Anonimo veneziano
- Ennio Guarnieri - Metello
- Armando Nannuzzi - Waterloo

### Migliore scenografia
- Giancarlo Bartolini Salimbeni - Il giardino dei Finzi-Contini (ex aequo)
- Guido Josia - Metello (ex aequo)
- Flavio Mogherini - Ninì Tirabusciò, la donna che inventò la mossa

### Migliori costumi
- Danilo Donati - I clowns
- Adriana Berselli - Ninì Tirabusciò, la donna che inventò la mossa
- Piero Tosi - Metello

### Regista del miglior film straniero
- Costa-Gavras - La confessione (L'Aveu)
- Sydney Pollack - Non si uccidono così anche i cavalli? (They Shoot Horses, Don't They?)
- Michelangelo Antonioni - Zabriskie Point (Zabriskie Point)

### Regista del miglior cortometraggio
- Paolo Saglietto - Il bambino

### Miglior produttore di cortometraggi
- Corone cinematografica - per il complesso della produzione